# 絲尾幡花鮨
絲尾幡花鮨，為輻鰭魚綱鱸形目鱸亞目鮨科的其中一種，分布於西大西洋區，從加拿大至巴西北部海域，棲息深度45-610公尺，體長可達25公分，為底棲性魚類，屬肉食性，生活習性不明。